# 篠栗温泉
篠栗温泉（ささぐりおんせん）は、福岡県篠栗町篠栗にある温泉。